# Антипин, Игорь Сергеевич
Игорь Сергеевич Антипин (род. 1954) — специалист в области физической органической и супрамолекулярной химии, член-корреспондент РАН (2003).

## Биография
Родился 7 апреля 1954 года в Казани.
В 1976 году — окончил химический факультет Казанского государственного университета.
После окончания КГУ учился там в аспирантуре и в 1979 году — защитил кандидатскую диссертацию и в дальнейшем работает там же.
В 1995 году — защитил докторскую диссертацию.
В 1996 году — присвоено учёное звание профессора.
Работая в Казанском государственном университете прошел путь от ассистента кафедры органической химии до заведующего этой кафедры (с 1999 года).
С 1996 года — работает в Институте органической и физической химии имени А. Е. Арбузова КазНЦ РАН, заместитель заведующего сектором супрамолекулярной химии и заведующий лабораторией химии каликсаренов Института органической и физической химии им. А. Е. Арбузова КазНЦ РАН (с 2000 года).
В 2003 году — избран членом-корреспондентом РАН.

## Научная деятельность
Специалист в области физической органической и супрамолекулярной химии.
Автор и соавтор 202 научных публикаций, в том числе 3 обзоров, включая первый в мире по фосфорорганическим производным каликсаренов.
В КГУ читает общий курс «Органическая химия» и спецкурс «Механизмы органических реакций».
Выступил с пленарным докладом на XXIV Чугаевской конференции (2009 год, Санкт-Петербург).
Участие в научно-организационной деятельности
- член Научного совета по органической и элементоорганической химии РАН;
- член докторского диссертационного Совета КГУ;
- член докторского диссертационного Совета Института органической и физической химии имени А. Е. Арбузова КазНЦ РАН;
- член ученого совета КГУ и Химического института имени А. М. Бутлерова;
- член ученого совета Института органической и физической химии им. А. Е. Арбузова Казанского научного центра РАН;
- координатор российско-французского научного объединения SupraChem «Супрамолекулярные системы в химии и биологии»;
- руководитель научной компоненты научно-образовательного центра «Материалы и технологии XXI века» Казанского государственного университета.

## Награды[1]
- Заслуженный деятель науки Российской Федерации (16 июня 2025) — за заслуги в научной деятельности и многолетнюю добросовестную работу
- Соросовский профессор
- Государственная научная стипендия Президента Российской Федерации (2000)
- Заслуженный деятель науки Республики Татарстан (2005)